# الکساندر کولچینسکی
الکساندر کولچینسکی (اوکراینی: Олександр Леонідович Колчинський؛ ۲۰ فوریه ۱۹۵۵ – ۱۶ ژوئیه ۲۰۰۲) کشتی‌گیر فرنگی اوکراینی‌تبار اهل شوروی بود.
وی در مسابقات کشوری و بین‌المللی در مجموع برندهٔ ۵ مدال طلا، ۷ مدال نقره، ۱ مدال برنز شده‌است.